# 蝙蝠冠狀病毒CDPHE15
蝙蝠冠狀病毒CDPHE15（BtCoV CDPHE15）是甲型冠狀病毒屬的一種病毒，屬Colacovirus亞屬，於2006年自美國小棕蝠樣本中發現，於2013年發表。

## 病毒學
蝙蝠冠狀病毒CDPHE15的基因組長28035nt，編碼冠狀病毒皆有的複製酶（1ab）、刺突蛋白（S）、外膜蛋白（E）、膜蛋白（M）與衣殼蛋白（N）與一個輔助蛋白NS3，基因順序為複製酶1ab－刺突蛋白－NS3－E－M－N。

## 分類
2020年，國際病毒分類委員會（ICTV）將此病毒株認定為一物種，屬於Colacovirus亞屬，為該亞屬下唯一的病毒。